# Dillion Harper

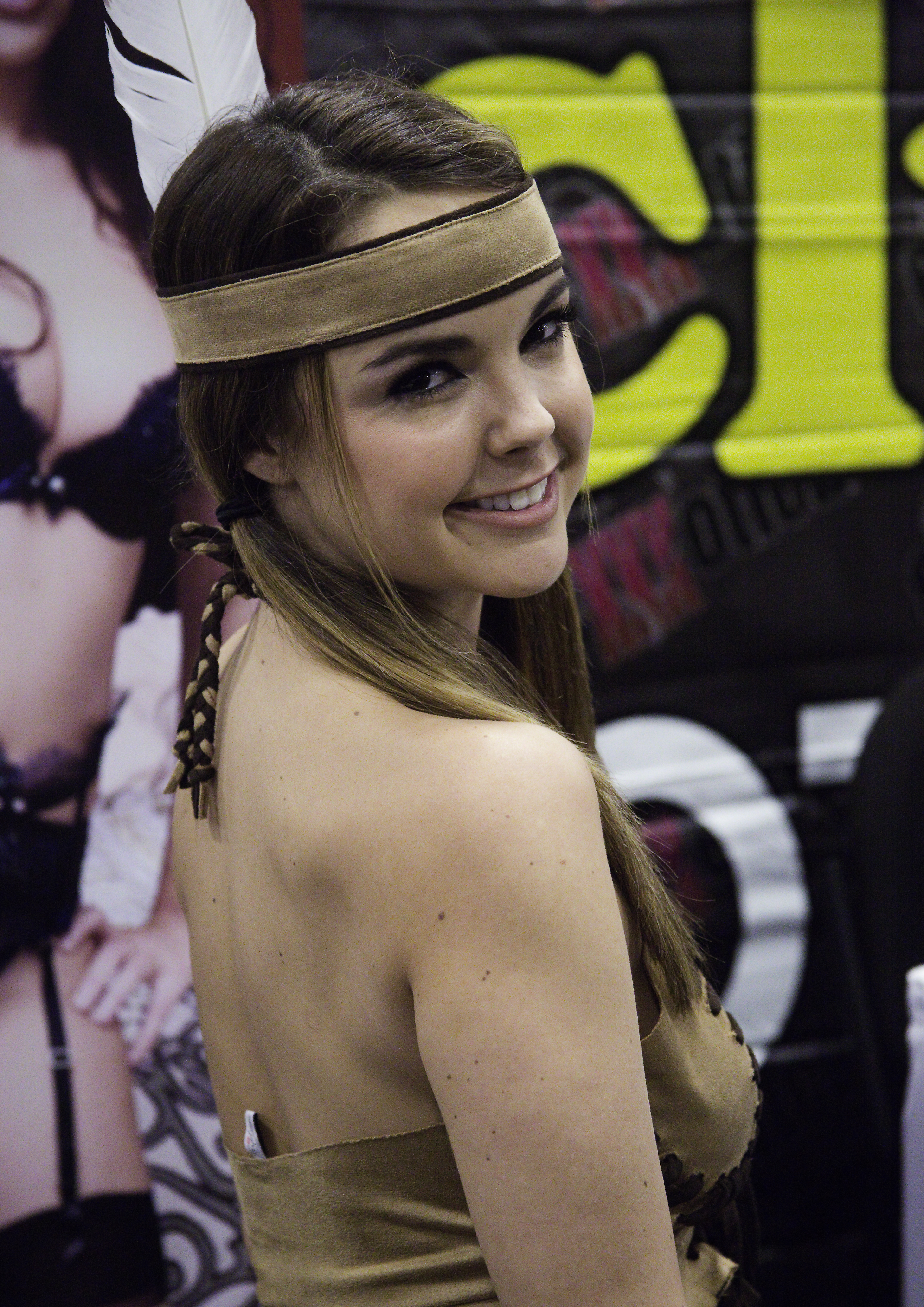
Harper bei der Exxxotica 2015

Dillion Harper (* 27. September 1991 in Florida, Vereinigte Staaten) ist eine US-amerikanische Pornodarstellerin und Nacktmodel.

## Karriere
Harper studierte vor ihrem Eintritt ins Erotikbusiness Dentalhygiene. Ihre Anfänge machte sie als Nacktmodel für verschiedene Zeitschriften, unter anderem für den Penthouse. Ihren ersten Pornofilm drehte sie 2012. 2013 war Harper das Covergirl des Hustler und 2014 bekam sie eine Nominierung für den AVN Best New Starlet Award. Sie gehörte im Jahr 2015 zu den 20 meistgesuchten Pornodarstellerinnen auf der Pornoseite PornHub.

## Filmografie (Auswahl)
- 2012: Beach Booty
- 2012: Big Mouthfuls 17
- 2012: Big Dick for a Cutie 2
- 2012: Eye Fucked Them All 2
- 2012: Pay the Piper
- 2013: Bad Lesbians
- 2013: Cheating Wives Caught 1
- 2013: College Guide to Female Orgasms
- 2013: Deep Throat This 62
- 2013: Erotic Massage Stories 2
- 2013: Let's Try Anal 4
- 2013: Private Lives
- 2013: Tanlines 4
- 2013: Teen Dream
- 2013: Teens Like It Big 15
- 2013: Wet Dreams
- 2013: Women Seeking Women 93
- 2013: Young & Glamorous 5
- 2013–2015: Moms Bang Teens 5, 11
- 2014: Brand New Girls
- 2014: Cuties 6
- 2014: Face Painters 2
- 2014: Get It Girls
- 2014: Girl Next Door Likes It Dirty 1
- 2014: Girlfriend Experience 2
- 2014: Lesbian Sex 13
- 2014: Lost Pussy Cat
- 2014: Overbooked
- 2014: Puss and Boobs
- 2014: Strap Some Boyz 2
- 2015: Brandi’s Girls
- 2015: Masseuse in Training
- 2016: 2 Cute 4 Porn 3
- 2016: Babes Illustrated: She Loves Big Boobs
- 2016: Gamer Girls 1
- 2016: She’s So Small 7
- 2016: Three-Way Mistress
- 2016: Vr Bangers App
- 2017: Almost Caught Changing
- 2017: Dillion Harper - Perfect Natural Titty Fuck
- 2017: Submissive Stripper
- 2017: Unbuttoning My Shirt For You
- 2017: Warming Herself Up
- 2018: Fun Way to Relax
- 2018: Girls Girls Girls
- 2018: My Squirting Girlfriend
- 2018: Outside Masturbation
- 2018: Pussy Is the Best Medicine 2
- 2018: When Girls Play 3
- 2019: Busting the Babysitter 3
- 2019: Cosplay Experience 2
- 2019: He's The Boss
- 2019: Intimately with Dillion Harper
- 2019: Pounding Mizore
- 2020: American Daydreams 20
- 2020: Dillion Loves Kit
- 2020: GetYourKneesDirty: Dillion Harper
- 2020: Sharing Him
- 2020: Threesome Fantasies Fulfilled 16
- 2021: World Of BangBros: Wet and Wild 4

## Auszeichnungen
| Jahr | Preis            | Kategorie                            | Werk                 | Resultat                          |
| ---- | ---------------- | ------------------------------------ | -------------------- | --------------------------------- |
| 2013 | Sex Award        | Hottest New Girl                     |                      | Nominiert                         |
| 2014 | NightMoves Award | Miss Congeniality                    | Gewonnen             |                                   |
| 2014 | XRCO Award       | New Starlet of the Year              | Nominiert            |                                   |
| 2014 | XRCO Award       | Cream Dream of the Year              | Nominiert            |                                   |
| 2014 | XBIZ Award       | Best New Starlet                     | Nominiert            |                                   |
| 2014 | AVN Award        | Best New Starlet                     | Nominiert            |                                   |
| 2014 | AVN Award        | Best Group Sex Scene                 | Nominiert            | Manuel Ferrara’s Reverse Gangbang |
| 2014 | AVN Award        | Best Boy/Girl Sex Scene              | Nominiert            | Wet Dreams                        |
| 2015 | AVN Award        | Best POV Sex Scene                   | Nominiert            | Tanlines 4                        |
| 2015 | AVN Award        | Best Group Sex Scene                 | Nominiert            | Private Lives                     |
| 2015 | AVN Award        | Fan Award: Favorite Female Porn Star | Nominiert            |                                   |
| 2015 | XBIZ Award       | Best Scene – Vignette Release        | Nominiert            | Young Girl Seduction 2            |
| 2016 | AVN Award        | Best POV Sex Scene                   | Nominiert            | Girlfriend Experience 2           |
| 2016 | AVN Award        | Fan Award: Biggest Web Celebrity     | Nominiert            |                                   |
| 2016 | AVN Award        | Fan Award: Best Boobs                | Nominiert            |                                   |
| 2016 | AVN Award        | Fan Award: Most Epic Ass             | Nominiert            |                                   |
| 2018 | XBIZ Award       | Best Sex Scene                       | Motherly Love (2017) | Nominiert                         |
| 2019 | PornHub Award    | Nicest Tits                          |                      | Gewonnen                          |